# Dromotrop
Dromotropiska förändringar är sådana som påverkar konduktivitetshastigheten i hjärtats retledningssystem, det vill säga, hur fort depolariseringen sprider sig i hjärtats olika vävnader. 
Många faktorer som påverkar dromotropin påverkar även kronotropin samt inotropin, läkemedlet Verapamil blockerar Ca2+-jonernas långsamma inåtflöde i hjärtats vävnader, vilket har negativa inotropiska, kronotropiska samt dromotropiska effekter på hjärtmuskulaturen.